# 偶氮二异丁腈
偶氮二异丁腈（AIBN），学名“2,2'-二氰基-2,2'-偶氮丙烷”，是最著名的偶氮型自由基引发剂。

## 性质
白色柱状结晶或白色粉末状结晶。不溶于水，溶于甲醇、热乙醇、苯、甲苯，略溶于乙醇。溶于丙酮和庚烷时发生爆炸。
加热至约70°C时会分解放出氮气并生成自由基 {\displaystyle {\rm {\ (CH_{3})_{2}{\dot {C}}CN}}}：
上述自由基受氰基的影响，较为稳定。它可以与另一个有机底物发生反应，在自身进行湮灭的同时，再生成一个新的自由基，从而引发自由基的链反应（见自由基反应）。同时，它也可以两分子偶联，生成毒性很强的四甲基丁二腈（TMSN）。
加热AIBN至100～107°C时熔融并发生急剧分解，放出氮气与对人体有毒的数种有机腈化合物，同时可能引起爆炸、着火。在室温下缓慢分解，应在10°C以下贮存。远离火种，热源。
有毒。在动物的血液、肝脏、脑等组织内代谢成氢氰酸。

## 制取
由丙酮、盐酸肼、氢氰酸、次氯酸钠（或亚硝酸）为原料制得：
从乙醚中重结晶。

## 用途
用作自由基型加聚反应，如醋酸乙烯酯、丙烯酸酯、丙烯腈、氯乙烯单体聚合，及其他自由基反应的引发剂；泡沫橡胶、塑料（如聚氯乙烯、聚烯烃、聚氨酯、聚乙烯醇、丙烯腈与丁二烯共聚物、氯乙烯共聚物、丙烯腈与丁二烯和苯乙烯共聚物、聚异氰酸酯、聚醋酸乙烯酯、聚酰胺和聚酯）的发泡剂；也用作有机合成试剂。
三丁基氢化锡参与的反应一般用AIBN引发。有机合成中，这两种试剂联用可以完成很多环化、偶联和去卤素反应。推动卤代烃的脱卤素反应在上述条件下发生的动力，可以归结到锡和碳原子分别与氢和卤素原子形成的键之间的键能差异（Sn-H < Sn-Br，但 C-H > C-Br）。
除三丁基氢化锡外，其他常与AIBN联用的试剂还有：三(三甲硅基)硅烷、苯硫酚、二苯基膦、三苯基锗烷+加压CO等。
偶氮二异丁腈是一种特别出色的自由基引发剂，其原因有：
- 它的分解温度（65～85°C）适用于大多数反应；
- 它的一级分解速率对不同的溶剂变化较小；
- 不易受自由基进攻，因此诱导分解和转移反应可以忽略不计；
- 它也能在较低温度下通过光照分解。